# 남부갈색반디쿠트
남부갈색반디쿠트 (Isoodon obesulus)는 오스트레일리아 남부 지역에서 주로 발견되는 짧은코반디쿠트의 일종이다. 웨스턴오스트레일리아주의 눈가르 원주민들은 "퀀다"(quenda)라고 부른다. 이 반디쿠트는 성적 이형성을 일부 보여 주고 있으며, 암컷이 수컷보다 비교적 작다. 수컷의 평균 몸길이는 330mm이며, 꼬리 길이는 120mm이다. 암컷은 수컷보다 조금 작아서, 몸길이가 300mm이고 꼬리 길이는 100mm이다. 수컷의 평균 몸무게는 0.9 kg 암컷은 0.7kg정도이다. 이 유대류의 털은 성글고, 어두운 회색부터 누르스름한 갈색을 띠며, 하반신은 크림색이다. 귀는 짧고, 둥글다. 생식은 그 지역의 강수량 패턴과 밀접한 관련을 맺고 있으며, 대부분의 갈색반디쿠트는 일 년 내내 번식을 한다. 임신 기간은 11일이고, 한 번에 5마리까지 낳고, 새끼를 낳은 지 2개월 후 젖을 뗀다.